# Borís Iefímov
Borís Iefímovitx Iefímov (rus: Бори́с Ефи́мович Ефи́мов); (Kíiv, 11 d'octubre [C.J. 28 de setembre] de 1900 – Moscou, 1 d'octubre de 2008) va ser un artista propagandístic i historietista polític soviètic, conegut per les caricatures polítiques sobre Adolf Hitler i altres membres del partit nazi que va fer abans i durant la Segona Guerra Mundial. Va ser el director d'art de la revista Izvéstia, i fundador de Krokodil. Durant la seua carrera va fer més de 70.000 dibuixos, i va ser condecorat, entre altres honor amb el premi del Pintor del Poble de l'URSS.
El seu nom de naixença era Borís Haimovitx Frídliand, d'origen jueu. Era germà de Mikhaïl Koltsov.